# The Source Presents – Hip Hop Hits Vol. 5
Hip Hop Hits Vol. 5 to piąta składanka z serii "Hip Hop Hits" prezentowana przez magazyn "The Source". Została wydana w 18 grudnia 2001 roku.

## Lista utworów
1. "We Right Here" (DMX)
2. "I'm a Thug" (Trick Daddy)
3. "I'm Real (Murder Remix)" (Ja Rule ft. Jennifer Lopez)
4. "Let Me Blow Ya Mind" (Eve ft. Gwen Stefani)
5. "Area Codes" (Ludacris ft. Nate Dogg)
6. "Bad Boy for Life" (Black Rob, P. Diddy & Mark Curry)
7. "Ride Wit Me" (Nelly ft. City Spud)
8. "Purple Pills" (D12)
9. "Bang ta Dis" (Benzino)
10. "Oh Yeah" (Foxy Brown ft. Spragga Benz)
11. "Front 2 Back" (Xzibit)
12. "Get Ur Freak On" (Missy Elliott)
13. "Project Bitch" (Cash Money Millionaires ft. Big Tymers, Lil' Wayne & Juvenile)
14. "Put Ya Hands Up" (Jadakiss)
15. "Get Fucked Up" (Iconz)
16. "So Fresh, So Clean (Remix)" (Outkast ft. Snoop Dogg & Sleepy Brown)